# Dipchasphecia ljusiae
Dipchasphecia ljusiae is een vlinder uit de familie wespvlinders (Sesiidae), onderfamilie Sesiinae.
Dipchasphecia ljusiae is voor het eerst wetenschappelijk beschreven door Gorbunov in 1991. De soort komt voor in het Palearctisch gebied.